# Joyce Cooper
Pour les articles homonymes, voir Cooper.
Margaret Joyce Cooper est une nageuse anglaise née le 18 avril 1909 à Ceylan et morte le 22 juillet 2002 à Chichester.

## Biographie
Joyce Cooper naît dans la colonie britannique de Ceylan ; son père y tenait une plantation de thé.
Aux championnats d'Europe de natation 1927 à Bologne, Joyce Cooper remporte la médaille d'or du relais 4 × 100 mètres nage libre et la médaille d'argent du 100 mètres nage libre.
Aux Jeux olympiques d'été de 1928 à Amsterdam, elle est médaillée d'argent du 4 × 100 mètres nage libre et médaillée de bronze du 100 mètres nage libre et du 100 mètres dos. 
Elle remporte quatre médailles d'or (100 et 400 yards nage libre, 100 yards dos et 4 × 100 yards nage libre) aux Jeux de l'Empire britannique de 1930 à Hamilton.
Aux championnats d'Europe de natation 1931 à Paris, Joyce Cooper obtient quatre médailles : trois en argent (400 mètres nage libre, 100 mètres dos et 4 × 100 mètres nage libre) et une en bronze (100 mètres nage libre).
Aux Jeux olympiques d'été de 1932 à Los Angeles, elle est médaillée de bronze du 4 × 100 mètres nage libre.
Elle se marie en 1934 avec le rameur d'aviron Felix Badcock avec lequel elle a deux fils, Felix et David.